# Abd el-Káder el-Brázi
Abd el-Káder el-Brázi, arabul: عبد القادر البرازي, nemzetközileg ismert formában Abdelkader El Brazi (Berkán, 1964. november 5. – Rabat, 2014. január 24.) válogatott marokkói labdarúgó, kapus.

## Pályafutása

### Klubcsapatban
Szülővárosa csapatában a Renaissance de Berkane együttesében kezdte a labdarúgást. 1988 és 1998 között a FAR Rabat kapusa volt. 1998 és 2000 között az egyiptomi Ismaily SC csapatában szerepelt.

### A válogatottban
1989 és 1998 között 36 alkalommal szerepelt a marokkói válogatottban. Részt vett az 1998-as franciaországi világbajnokságon.

## Sikerei, díjai
Renaissance de Berkane
- Marokkói kupa
  - döntős: 1987

 FAR Rabat
- Marokkói bajnokság
  - bajnok: 1988–89
  - 2.: 1990–91
- Marokkói kupa
  - döntős: 1990, 1996, 1998
- Kupagyőztesek Afrika-kupája
  - döntős: 1997

 Ismaily SC
- Egyiptomi kupa
  - győztes: 2000